# Griechisch-Katholische Kathedrale der Heiligsten Dreieinigkeit

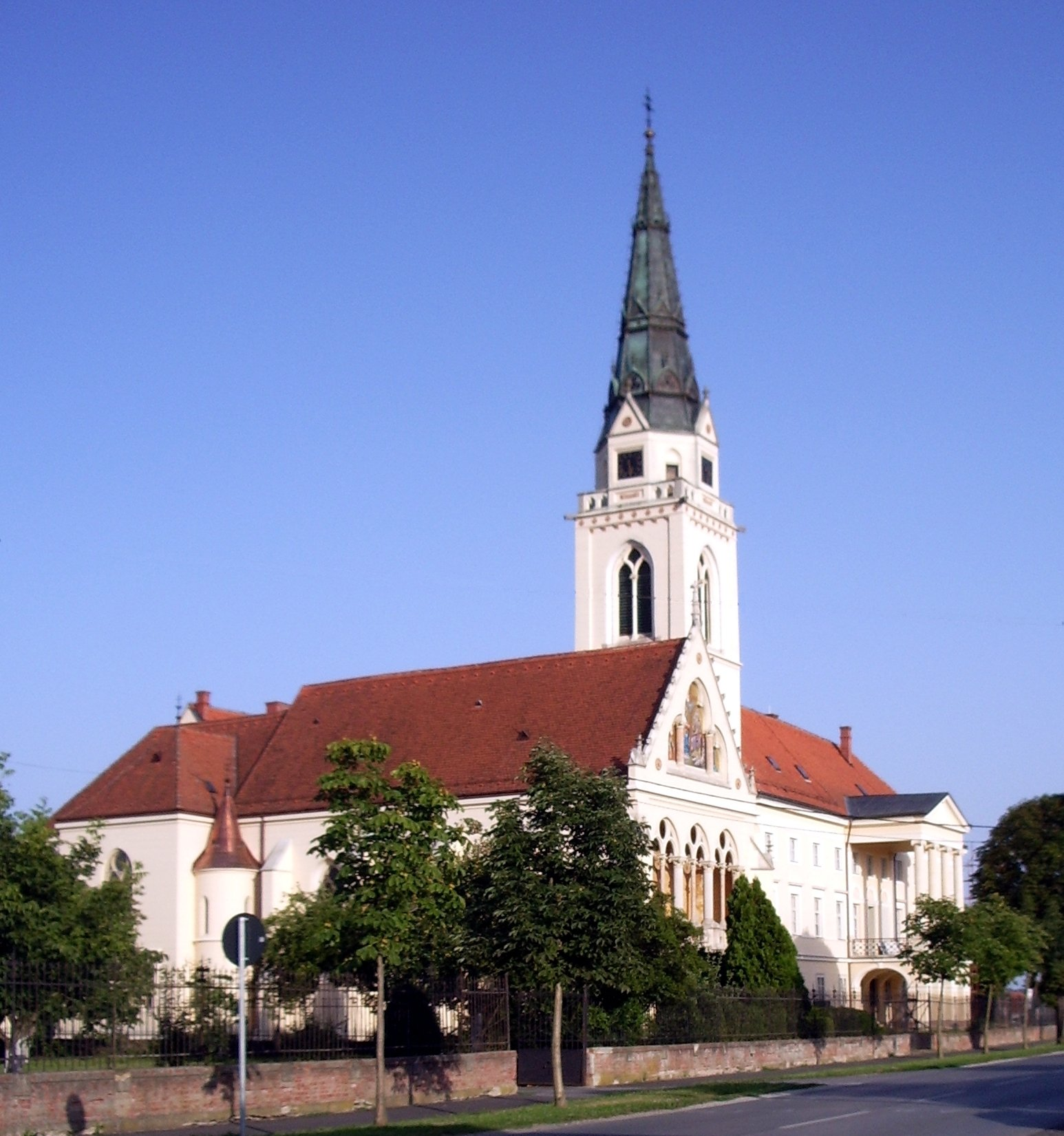
Griechisch-Katholische Kathedrale der Heiligsten Dreieinigkeit in Križevci (Kroatien)

Die Griechisch-Katholische Kathedrale der Heiligsten Dreieinigkeit 
(kroatisch: Grkokatolička katedrala Presvetog Trojstva) in Križevci (Kroatien) war bis 1966 Sitz der Bischöfe des Bistums Križevci. 

## Geschichte
Als Bischofssitz für die griechisch-katholische Kirche auf dem Gebiet des heutigen Kroatiens wurde die Stadt Križevci durch Kaiserin Maria Theresia und Papst Pius VI. im Jahre 1777 zugeteilt. Zuvor befand sich der Bischofssitz, kurzzeitig in Tkalec. Die Kathedrale der Heiligsten Dreieinigkeit entstand auf den klösterlichen Fundamenten der Augustiner- und Franziskanerorden in Križevci. Erst im Jahre 1801 wurde schrittweise die vorhandene, barocke Architektur der griechisch-katholischen Kathedrale der Heiligsten Dreieinigkeit den Anforderungen eines Bischofssitzes und der Liturgie des byzantinischen Ritus angepasst. Architektonische Veränderungen wurden im Innern und außerhalb an der Kathedrale in den Jahren 1895 bis 1897 vorgenommen. Diese architektonische Neugestaltung wurde durch den bekannten Architekten Hermann Bollé im Kunst- und Architekturstil der Neugotik durchgeführt. Im Inneren der Kathedrale wurde die Ikonostase durch die bekanntesten kroatische Künstler im ausgehenden 19. Jahrhundert gestaltet: Bela Čikoš Sesija, Ivan Tišov, Ferdo Kovačević, Celestin Mato Medović. Die künstlerische Ausgestaltung der Ikonostase wurde nicht im byzantinisch-traditionellen Stil durchgeführt, sondern trägt die künstlerische Handschrift des westlichen Realismus (Kunst) am Ende des 19. Jahrhunderts. Der Gesamtkomplex besitzt als Baudenkmal eine hohe, künstlerische Bedeutung, indem sich nach dem architektonischen Standpunkt heraus, im Laufe der geschichtlichen Epochen die unterschiedlichsten Stilrichtungen gegenseitig ergänzten.
Die ehemalige bischöfliche Residenz beherbergt eine sehr wertvolle Bibliothek. In ihr wurden in der jüngeren Zeit Inkunabeln entdeckt. Dazu befinden sich in der Bibliothek ca. 5.000 Handschriften und Bücher aus dem Zeitraum des 15. bis 20. Jahrhunderts. Der Großteil an Literaturausgaben stammt aus dem 18. und 19. Jahrhundert. Am wertvollsten werden 42 Ausgaben des 16. Jahrhunderts, 180 Ausgaben aus dem 17. Jahrhundert, zudem auch 70 Handschriften und Wörterbücher eingestuft. Es steht Fachliteratur für Kirchengeschichte, allgemeine Weltgeschichte, Theologie, Dogmatik, Kirchenrecht, Wirtschaft zur Verfügung. Darüber hinaus finden sich Ausgaben von Missalen und Bravieren des östlichen und westlichen Ritus. Aus dem persönlichen Nachlass von Bischof Janko Šimrak sind an die 500 Bücher in den Bibliothekenbestand übergegangen. Viele dieser Ausgaben sind in lateinischer, griechischer, hebräischer, kirchenslawischer, deutscher, ungarischer und kroatischer Handschrift verfasst worden. Die meisten Ausgaben, die vorgefunden werden können, sind Werke von Aristoteles, Aurelius Augustinus, Immanuel Kant, Voltaire, Martin Luther, Antun Kanižlić, Ivan Gundulić, Josip Ruđer Bošković und weitere. Eines der wertvollsten und ältesten Bücher ist das Messbuch „Missalum Zagrebiensis“ aus dem Jahre 1506. Es wurde in Venedig gedruckt. 
Erwähnenswert ist auch das „Ambrosii Calepini dictionarium undecem linguarum“, eine Wörterbuchausgabe aus dem Jahre 1627 in lateinischer, griechischer, hebräischer, englischer, deutscher Sprache. In der bischöflichen Residenz ist ein kleineres Museum vorhanden, in dem wertvolle liturgische Geräte aufbewahrt und ausgestellt werden. Zu bewundern sind auch Porträts aller griechisch-katholischen Bischöfe in der Empfangshalle. Ein großes Verdienst an der architektonischen Gestaltung der Ikonostase gebührt dem griechisch-katholischen Bischof Julije Drohobeczky (1891–1920). Unter seiner Leitung entstand die neugestaltete Ikonostase. Dabei waren die bedeutendsten kroatischen Maler der Moderne tätig.
1966 wurde der Bischofssitz des Bistums Križevci nach Zagreb verlegt.